# Frank Tudor
Frank Tudor (właśc. Francis Tudor; ur. 29 stycznia 1866 w Williamstown, zm. 10 stycznia 1922 w Richmond) – australijski polityk, w latach 1916–1921 przywódca Australijskiej Partii Pracy (ALP) i zarazem lider opozycji.

## Życiorys
Jako bardzo młody człowiek pracował we młynie i fabryce butów, ale ostatecznie został specjalistą w zakresie produkcji kapeluszy. W latach 90. XIX wieku przebywał w Wielkiej Brytanii, gdzie nadal pracował w branży kapeluszniczej, a na dodatek zaangażował się w działalność związków zawodowych. 
Po powrocie do Australii również tam stał się prominentnym działaczem związkowym, a w 1901 uzyskał mandat w pierwszych po powstaniu Związku Australijskiego wyborach do federalnej Izby Reprezentantów z ramienia ALP. W latach 1908–1916 czterokrotnie pełnił urząd ministra handlu i ceł w gabinetach kierowanych przez Andrew Fishera i Billy'ego Hughesa.
W 1916 ustąpił z rządu, ponieważ nie zgadzał się na wprowadzenie przymusowego poboru do wojska, za czym opowiadał się premier. W tym samym roku w ALP doszło do wewnętrznego podziału, zaś Hughes wraz z grupą rozłamowców wszedł w skład Nacjonalistycznej Partii Australii. W 1917 Tudor został nowym przywódcą ALP, a tym samym liderem opozycji. W okresie jego kierownictwa partia dwukrotnie - w 1917 i 1919 - przegrywała w wyborach. Przewodził ALP aż do swej śmierci, stając się jej pierwszym liderem, który zmarł w czasie swej kadencji. Był też pierwszą w historii Australii osobą, która choć była federalnym liderem opozycji, nigdy nie została premierem.